# Municipio de Motley
El municipio de Motley (en inglés: Motley Township) es un municipio ubicado en el condado de Morrison en el estado estadounidense de Minnesota. En el año 2010 tenía una población de 202 habitantes y una densidad poblacional de 4,89 personas por km².

## Geografía
El municipio de Motley se encuentra ubicado en las coordenadas 46°18′22″N 94°35′26″O / 46.30611, -94.59056. Según la Oficina del Censo de los Estados Unidos, el municipio tiene una superficie total de 41.29 km², de la cual 40,02 km² corresponden a tierra firme y (3,09 %) 1,28 km² es agua.

## Demografía
Según el censo de 2010, había 202 personas residiendo en el municipio de Motley. La densidad de población era de 4,89 hab./km². De los 202 habitantes, el municipio de Motley estaba compuesto por el 100 % blancos. Del total de la población el 0 % eran hispanos o latinos de cualquier raza.